# 作曲家一覧
作曲家一覧（さっきょくかいちらん）は、Wikipedia内に記事のある作曲家の一覧。洋楽・邦楽混合。人名の五十音順。ただしクラシック音楽の作曲家、オペラ作曲家を除く。また作曲をメインとしている者、もしくは作曲能力に秀でた者を中心に記載。分野にまたがって活動している者も多いため、主に活動している分野に分類する。

## 映画音楽
- アラン・シルヴェストリ (Alan Silvestri)
- エンニオ・モリコーネ
- ジェリー・ゴールドスミス[1]
- ジョルジュ・ドルリュー (Georges Delerue)
- ジェイムズ・バーナード (James Bernard)
- ジョン・ウィリアムズ (John Williams)
- バーナード・ハーマン (Bernard Herrmann)
- デイヴィッド・フォスター (David Foster)
- スコット・ブラッドリー (Scott Bradley)
- ニーノ・ロータ (Nino Rota)
- ハワード・ショア (Howard Shore)
- ダニー・エルフマン (Danny Elfman)
- ヘンリー・マンシーニ
- フランシス・レイ[2]
- レナード・ローゼンマン (Leonard Rosenman)
- 伊福部昭
- 岩代太郎
- Infinix
- 宇乃かつを
- 大島ミチル
- 大友良英
- 大野雄二
- 小杉太一郎
- 小六禮次郎
- 海田庄吾
- 鏑木創
- 三枝成彰
- 佐藤直紀 (Naoki Sato)
- 澤野弘之
- 篠原敬介
- 鈴木ヤスヨシ
- 千住明
- たかしまあきひこ
- 徳永暁人
- 仲西匡
- 長谷部徹
- 服部隆之 (Takayuki Hattori)
- 久石譲
- 深澤恵梨香
- 富貴晴美 (Harumi Fuuki)
- 藤掛廣幸　(Hiro Fujikake)
- 溝口肇
- 村松崇継
- 八木正生
- 渡辺俊幸 (Toshiyuki Watanabe)

## 現代音楽
- アントン・ヴェーベルン
- イーゴリ・ストラヴィンスキー
- エドガー・ヴァレーズ
- エリオット・カーター
- イルハン・ミマールオール
- カルロ・フォルリヴェジ
- ジェームス・ホールデン (James Holden)
- ネイサン・フェイク
- ピエール・ブーレーズ
- 天野正道
- 秋岸寛久
- 池辺晋一郎
- 一柳慧
- 内池秀和
- 宇乃かつを
- 大友良英
- 大野雄二
- 大谷千正
- 加古隆
- 河合孝治
- ペテル・マハイジック (Peter Machajdík)
- 菅野よう子
- 川崎真弘
- 木村純
- 栗山和樹
- 小杉太一郎
- 小六禮次郎
- 五木田岳彦 (Takehiko Gokita, Ph.D.)
- 斉藤恒芳
- 佐藤俊介
- 佐橋俊彦
- 佐藤礼央
- 佐藤泰将
- 塩塚博
- 篠原敬介
- 嶋津武仁
- 清水チャートリー
- 須田くにお
- 夛川王彦
- 武満徹
- 月野そら
- 土屋洋一
- 冨田勲
- 中堀海都
- 中村幸代
- 野見祐二
- 野田暉行
- 羽毛田丈史
- 服部隆之
- 林光
- 樋口康雄
- 富貴晴美
- 福嶋尚哉
- 藤掛廣幸
- 細野真由美
- 冬樹かずみ
- 高橋美香
- 間宮芳生
- 宮川彬良
- 山崎翔
- 山下毅雄
- 山下宏明
- 山田真由美
- 湯浅譲二
- ヒラサワンダ
- 横田信夫
- 吉川洋一郎
- 吉田敬
- 和田薫
- Romi

## ソウル/R&B
- アイザック・ヘイズ
- カーティス・メイフィールド
- ジェームス・ブラウン
- スモーキー・ロビンソン
- トム・ベル
- ドン・デイヴィス

## ブルース
- ウィリー・ディクソン
- ハウリン・ウルフ
- マディ・ウォーターズ

## レゲエ
- ボブ・マーレー

## ヒップホップ
- ドクター・ドレー

## ロック
- ジョージ・ハリスン
- ジョン・レノン
- ニール・ヤング
- ポール・マッカートニー
- マーク・ボラン
- レオン・ラッセル

## フォーク
- ボブ・ディラン
- ジョニ・ミッチェル
- 阿久悠
- 安部俊幸
- 荒木とよひさ
- 石川鷹彦
- 伊藤薫
- 井上輝彦
- 梅垣達志
- 大津あきら
- おおはた雄一
- 大間ジロー
- 岡本おさみ
- 岡林信康
- 門谷憲二
- 河村通夫
- 加川良
- 喜多條忠
- 北山修
- 工藤忠幸
- 坂崎幸之助
- 佐藤準
- 鈴木キサブロー
- 瀬尾一三
- 高田渡
- ちあき哲也
- 町支寛二
- 常富喜雄
- 中里綴
- 冬樹かずみ
- 中川五郎
- 馬飼野俊一
- 松任谷正隆
- 松山猛
- 宮城伸一郎
- 村井邦彦
- 村上律
- 森下次郎
- 山川啓介
- 吉川忠英
- 渡辺勝

## アフリカ音楽
- フェラ・クティ

## ラテン
- ザビア・クガート
- ティト・プエンテ
- ペレス・プラード

## ヨーロッパの音楽
- ミッシェル・ポルナレフ

## ポピュラー音楽・ポップス
- アンドレ・ポップ
- キャロル・キング
- バート・バカラック
- ポール・ウィリアムズ
- ロジャー・ニコルズ

## ゲーム音楽
- 青木秀仁
- 青木佳乃
- 朝倉紀行
- 伊藤賢治
- 岩田匡治
- 植松伸夫
- 大熊謙一
- 大島ミチル
- 梶浦由記
- 金子剛
- 金田充弘
- 菅野よう子
- 古代祐三
- 近藤浩治
- 斎藤幹雄 (メタルユーキ)
- 崎元仁
- 桜庭統
- 佐々木朋子
- 塩田信之
- 志方あきこ
- 志倉千代丸
- 柴田徹也
- 下村陽子
- すぎやまこういち
- 田中敬一
- 田中しのぶ
- 前山田健一 (ヒャダイン)
- 牧野忠義
- 松枝賀子
- 松下一也
- 松永政信
- 松前真奈美
- 光田康典
- 山根ミチル
- 山本光男
- 横田真人
- 渡辺大地
- ビル・ブラウン
- マイケル・ジアッキーノ
- ハリー・グレッグソン＝ウィリアムズ
- スティーブ・ジャブロンスキー
- イェスパー・キッド
- クリストファー・レナーツ
- トム・サルタ
- ブライアン・タイラー
- デビッド・ワイズ
- ロホン・ジリアニ

## アニメ
- 朝倉紀行
- 綾部薫
- 有澤孝紀
- 飯塚昌明
- 家原正嗣
- 乾裕樹
- 岡崎律子
- 大谷幸
- 大橋恵
- 梶浦由記
- 川井憲次
- ノアム・カニエル
- 菅野よう子
- 菊池俊輔
- 如月なつき
- 神津裕之
- 小坂明子
- 越部信義
- 鷺巣詩郎
- 佐藤直紀
- 佐橋俊彦
- 澤野弘之
- ハイム・サバン
- 篠原敬介
- 田中公平
- 徳永暁人
- 七瀬光
- 三宅一徳
- 宮路一昭
- 山本正之
- 山本光男
- 吉川洋一郎
- ryo(supercell)
- 渡辺岳夫
- 渡部チェル
- 渡辺宙明
- TA,Cool
- シュキ・レヴィ

## ジャズ
- 安藤正容
- 和泉宏隆
- 穐吉敏子（秋吉敏子）
- 上原ひろみ
- 大野雄二
- 佐藤允彦
- 鈴木宏昌
- 鐸木能光
- クリヤ・マコト
- 久米大作
- 野呂一生
- 本多俊之
- 本田雅人
- 前田憲男
- 松永貴志
- 山下洋輔
- 渡辺貞夫
- デューク・エリントン
- クインシー・ジョーンズ
- ジョン・コルトレーン
- チャーリー・パーカー
- カウント・ベイシー
- チャールズ・ミンガス
- ベニー・グッドマン
- ボブ・ミンツァー
- ヴィンス・メンドーザ
- ジェリー・ロール・モートン

## イージーリスニング
- フランク・プールセル
- ポール・モーリア（Paul Mauriat）
- レイモン・ルフェーブル（Raymond Lefevre）
- ジェームス・ラスト（James Last）

## 労働歌
- 荒木栄

## 民族音楽
- 顧冠仁
- 劉文金

## 日本の歌謡曲・J-POP・演歌
- ak.homma
- 赤塩正樹
- 秋山桃花
- 芥川也寸志
- 浅倉大介（access）
- 朝倉紀行（GANG）
- ASKA（飛鳥涼）
- Ayase（YOASOBI）
- 綾部薫
- 荒井洋明
- 荒木啓六
- 荒幡亮平
- aya Sueki
- 石井健太郎
- 五十嵐充
- 石井亮輔
- 石川寛門
- 磯貝サイモン
- 市川昭介
- 和泉一弥
- 市川淳
- 市川喜康
- 稲葉浩志
- 稲沢祐介
- 乾裕樹
- 井上大輔（井上忠夫）
- 井上尭之
- 井上ジョー
- 猪俣公章
- 上野まな
- 宇崎竜童
- 遠藤浩二
- 遠藤実
- 大川タツユキ
- 大島こうすけ
- 大谷靖夫
- 大野愛果
- 大野克夫
- 岡千秋
- 尾崎亜美
- 小川よしあき
- 小川類
- 小澤正澄
- 小田裕一郎
- 織田哲郎
- Gajin
- 角松敏生
- 金子奈未
- 鎌田雅人
- 河内淳一
- 川口大輔
- 川口真
- 菊池一仁
- 菊池常利
- 岸谷香
- 岸正之
- 来生たかお
- キダ・タロー
- 北野正人
- 吉川晃司
- 木根尚登（TM NETWORK）
- 木森敏之
- 桐野丈二郎（平和勝次とダークホース/中川ヒロシ）
- 草野正宗
- 葛谷葉子
- 栗原将輝
- 桑田佳祐（サザンオールスターズ）
- 弦哲也
- 神津裕之
- 古賀繁一
- 古賀政男
- 後藤康二
- 後藤次利
- 小高光太郎（Kotaro Odaka）
- 小幡英之
- 小林亜星
- 小林武史
- 小林透
- 狛林正一
- 小室哲哉（TM NETWORK）
- コモリタミノル（小森田実）
- Keisuke（今谷慶介）
- 財津和夫（チューリップ）
- 財津圭吾
- 榊原大
- 坂田晃一
- 坂本龍一（YMO）
- 桜井和寿（Mr.Children）
- 佐瀬寿一
- 佐藤健
- 佐藤準
- 佐藤宣彦
- 佐藤博
- 佐藤隆
- 椎名和夫
- 柴田晃一
- 清水昭男
- ジョー・リノイエ
- 杉本真人
- すぎやまこういち
- 須貝幸生
- 鈴木キサブロー
- 鈴木邦彦
- 陶山隼
- 関口源八
- 芹澤廣明
- D・A・I
- DYES IWASAKI（FAKE TYPE.）
- 高木洋一郎
- 高島明彦
- 高橋研
- 高橋ひろ
- 高原兄
- TAKURO（GLAY）
- 多胡邦夫
- 多々納好夫
- 多田慎也
- 谷口尚久
- 谷村新司
- 玉置浩二（安全地帯）
- 丹野義昭
- 千葉真一
- 千綿ヒデノリ
- 都志見隆
- 筒美京平
- つんく♂（シャ乱Q）
- t-kimura
- tetsuya（L'Arc〜en〜Ciel）
- TeddyLoid
- TERU（GLAY）
- 徳永暁人
- 徳久広司
- 都倉俊一
- 富田梓仁
- 内藤慎也
- Tom
- 中川晃教
- 長沢ヒロ
- 中島卓偉
- 中田ヤスタカ（capsule）
- 長渕剛
- 中村八大
- 中村裕介
- 中村由利
- 中本直樹
- 成海カズト
- 長瀬弘樹
- 西寺郷太
- 野田雪文
- 野中“まさ”雄一
- 則行大将（Taisho）
- hyde（L'Arc〜en〜Ciel）
- 萩田光雄
- 萩原哲晶
- はたけ（シャ乱Q）
- 服部克久
- 服部隆之
- 服部良一
- 羽田健太郎
- 羽場仁志
- 浜口庫之助
- 早川大地
- 春畑道哉（TUBE）
- 葉山拓亮（元D-LOOP）
- 林哲司
- hide（X JAPAN）
- 氷室京介（元BOØWY）
- 平尾昌晃
- ヒラサワンダ
- ヒロイズム (音楽プロデューサー)（her0ism）
- 藤岡洋
- 藤末樹
- 藤本和則
- 藤本卓也
- 船村徹
- 冬樹かずみ
- 穂口雄右
- 星勝
- 細野晴臣
- 布袋寅泰（元BOØWY）
- 本間勇輔
- 前山田健一（ヒャダイン）
- 馬飼野康二
- 馬飼野俊一
- マシコタツロウ（増子達郎）
- 松岡まさる
- 真島昌利
- 松比良直樹
- 松本孝弘（B'z）
- 松本良喜
- 松山千春
- 円広志
- MAMI（SCANDAL）
- 三木たかし
- 水野有平
- 水森英夫
- 溝下創
- 南谷龍
- 宮川彬良
- 宮川泰
- 三宅光幸
- 宮路一昭
- 宮澤篤司
- 向谷実
- 村井邦彦
- 山川恵津子
- 山崎稔
- 山下達郎
- 山本直純
- 山本淑稀

- 山本光男

- yukihiro（L'Arc〜en〜Ciel）
- 吉幾三
- YOSHIKI（X JAPAN）
- 吉田ゐさお
- 吉川洋一郎
- 吉田正
- 渡辺貴浩
- 渡辺拓也
- 渡辺未来
- 四月朔日義昭

## ミュージカル
- 秋山桃花
- 宇乃かつを
- 富田梓仁